# Nur ein Häppchen
Nur ein Häppchen ist ein kanadischer Zeichentrick-Kurzfilm von Christopher Hinton nach einer wahren Geschichte. Die Synchronisation, die im Wesentlichen aus Kaugeräuschen besteht, nahmen Christopher Hinton, sowie Max und Paul Hinton vor. Der Film wurde durch Hinton in „unverwechselbare[m], minimalistisch grafische[m] Stil“ in 2D animiert und durch ein Banjostück von Terry Joe Rodrigues untermalt. Nur ein Häppchen erlebte am 20. Januar 2003 auf dem Sundance Film Festival seine Premiere.

## Handlung
Der Film folgt einem Vater und zwei Söhnen und ihrem Angelerlebnis während eines Aufenthalts in Abitibi: Nach ausgiebigem Schlaf und gutem Frühstück ziehen die drei Männer los, um für die insgesamt fünf Urlauber Fisch zu fangen. Der Weg zum See ist von zahlreichen Cafés, Bar, Kneipen und Tankstellen gesäumt, an denen die drei jedes Mal halten, um zu essen und zu trinken. Irgendwann wird der See erreicht und mit einem Boot befahren, woraufhin alle drei ihre Angel an einem Fleck auswerfen und mit dem erstbesten Fang von Mücken verfolgt eilig die Heimreise antreten. Es folgt das gleiche Fahrt-und-Anhalteprinzip der Hinreise mit exzessiven Essstopps bei jeder sich bietenden Gelegenheit. Am Abend verspeisen alle fünf hingebungsvoll den einen Fisch und legen sich schlafen.

## Auszeichnungen
Nur ein Häppchen wurde 2004 für einen Oscar in der Kategorie „Bester animierter Kurzfilm“ nominiert, konnte sich jedoch nicht gegen Harvie Krumpet durchsetzen. Er erhielt zudem eine Annie- und eine BAFTA-Nominierung (Bester animierter Kurzfilm).